# Cacimba de Dentro (ort)
Cacimba de Dentro är en ort i Brasilien.   Den ligger i kommunen Cacimba de Dentro och delstaten Paraíba, i den östra delen av landet, 1 700 km nordost om huvudstaden Brasília. Cacimba de Dentro ligger 529 meter över havet och antalet invånare är 7 447.
Terrängen runt Cacimba de Dentro är platt söderut, men norrut är den kuperad. Cacimba de Dentro ligger uppe på en höjd. Närmaste större samhälle är Araruna, 10,7 km nordost om Cacimba de Dentro.
Omgivningarna runt Cacimba de Dentro är huvudsakligen savann. Runt Cacimba de Dentro är det ganska tätbefolkat, med 120 invånare per kvadratkilometer.